# Mundaun
Mundaun ([mʊnˈdaʊ̯n]ⓘ) ist eine Ortschaft in der Gemeinde Obersaxen Mundaun. Bis Ende 2015 war sie eine eigenständige politische Gemeinde. Sie entstand 2009 aus dem Zusammenschluss von Flond und Surcuolm.
Das Skigebiet Obersaxen Mundaun erschliesst ein Gebiet rund um den Gebirgszug des Piz Mundauns.

## Geschichte

Luftbild Werner Friedli von 1970

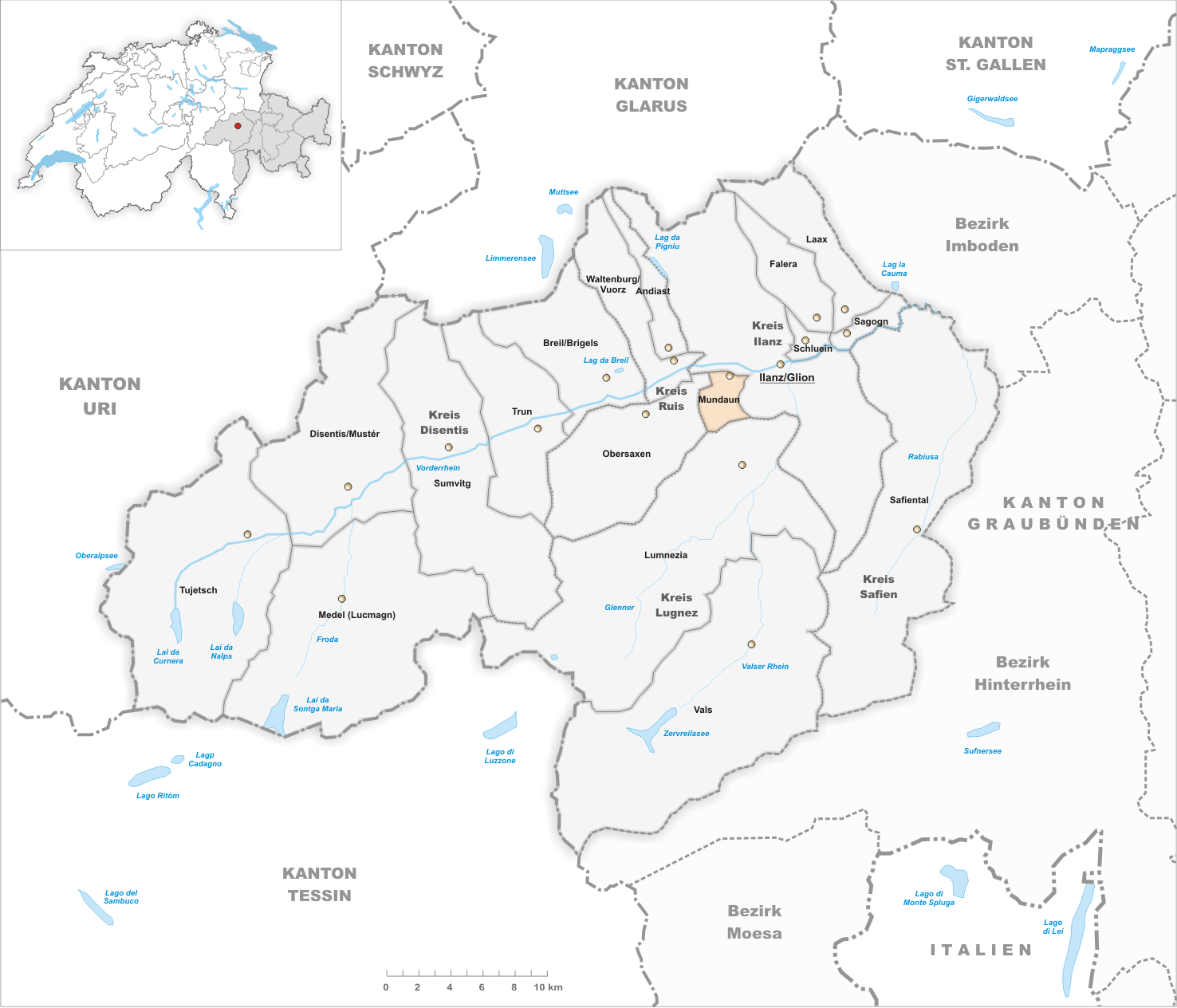
Gemeindestand vor der Fusion am 1. Januar 2016

→ siehe Abschnitt Geschichte im Artikel Flond

→ siehe Abschnitt Geschichte im Artikel Surcuolm

## Sonstiges
«Mundaun» ist der Titel eines Computer-Rätselspiels von Michel Ziegler. Erzählt wird mit monochromen Handzeichnungen und in rätoromanischer Sprache eine unheimliche Geschichte am Piz Mundaun, in der der Protagonist Curdin einem Geheimnis um den Tod seines Grossvaters auf die Spur kommen will.